# Liste der Kulturgüter in Châtillon FR
Die Liste der Kulturgüter in Châtillon FR enthält alle Objekte in der Gemeinde Châtillon im Kanton Freiburg, die gemäss der Haager Konvention zum Schutz von Kulturgut bei bewaffneten Konflikten, dem Bundesgesetz vom 20. Juni 2014 über den Schutz der Kulturgüter bei bewaffneten Konflikten sowie der Verordnung vom 29. Oktober 2014 über den Schutz der Kulturgüter bei bewaffneten Konflikten unter Schutz stehen.
Objekte der Kategorie A sind im Gemeindegebiet nicht ausgewiesen, Objekte der Kategorie B sind vollständig in der Liste enthalten, Objekte der Kategorie C fehlen zurzeit (Stand: 1. Januar 2023).

## Kulturgüter
| Foto |                                                                                           | Objekt                                                                           | Kat. | Typ | Standort                   | Beschreibung                                                            |
| ---- | ----------------------------------------------------------------------------------------- | -------------------------------------------------------------------------------- | ---- | --- | -------------------------- | ----------------------------------------------------------------------- |
| BW   | Datei hochladen · Wikidata zu Gallorömische Villa La Vuardaz - Part Châtillon (Q29479018) | La Vuardaz, gallorömische Villa / La Vuardaz, villa gallo-romaine KGS-Nr.: 09595 | B    | F   | La Vuardaz 553500 / 187276 | Objekt liegt teilweise auf dem Gemeindegebiet von Estavayer (Nr. 09596) |